# تیم ملی والیبال مردان کامرون
تیم ملی والیبال مردان کامرون تیم ملی والیبال مردان کشور کامرون است.